# 陸軍少年戦車兵学校

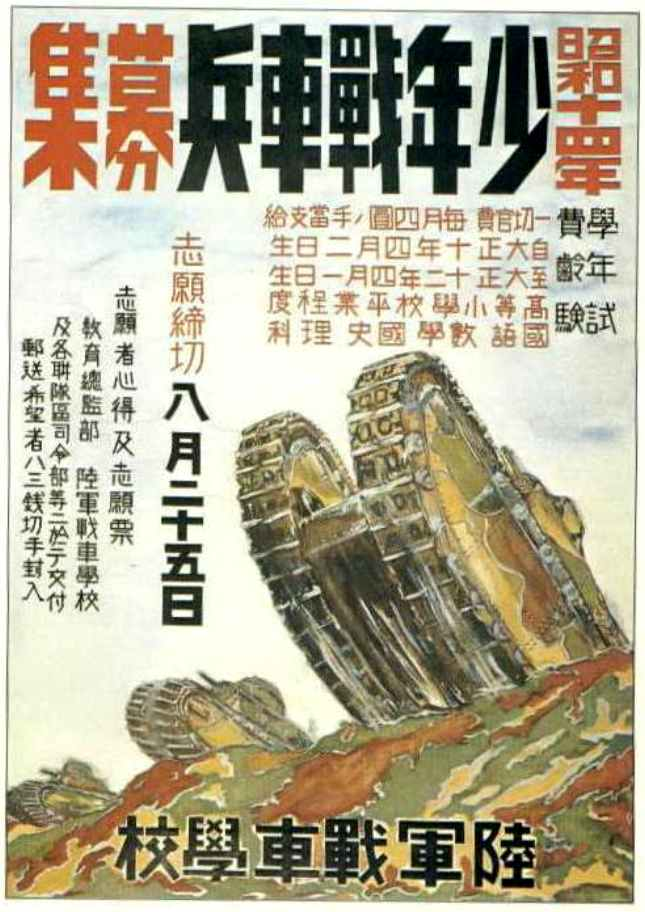
志願兵募集のポスター（1939年）

陸軍少年戦車兵学校 （りくぐんしょうねんせんしゃへいがっこう）とは、静岡県富士宮市にあった大日本帝国陸軍の教育機関である。

## 概要
機甲部隊の拡充強化のため、14歳から19歳の少年が2年間かけて育成が行われた。
教職員は1,550名、延べ4,000余名の少年が学んだ。

## 前身
- 1939年（昭和14年）
  - 8月1日   ：戦車隊の拡充強化のため、千葉県穴川にあった千葉陸軍戦車学校内において「少年戦車兵生徒隊」を設置（生徒隊長：斎藤俊男 中佐）[1][2]。
  - 12月1日 ：少年戦車兵生徒 第1期生150名の教育を開始。
- 1940年（昭和15年）
  - 9月15日 ：『兵科廃止』[注釈 1][注釈 2][注釈 3][注釈 4]。
  - 12月1日 ：第2期生 230名 入学。
- 1941年（昭和16年）
  - 5月24日 ：陸軍機甲本部長隷下に編入[注釈 5]。
  - 7月31日 ：第1期生 150名 繰上卒業[注釈 6]。

## 沿革
- 1941年（昭和16年）
  - 12月1日 ：勅令第1015号により、「少年戦車兵生徒隊」は「陸軍少年戦車兵学校」として陸軍戦車学校内にて分離･独立。
  - 12月1日 ：第3期生 500名 入学。
- 1942年（昭和17年）
  - 7月16日  ：静岡県富士郡上井出村に、陸軍少年戦車兵学校新校舎 完成（戦車第21連隊用準備地）。
  - 8月1日    ：職員･生徒転営完了。
  - 11月10日：第2期生 230名 卒業。
  - 12月1日  ：第4期生 600名 入学。
- 1943年（昭和18年）
  - 11月10日：第3期生 500名 卒業。
  - 12月1日  ：第5期生 900名 入学。
- 1944年（昭和19年）
  - 5月15日 ：第4期生 600名 卒業（繰上卒業）。
  - 6月1日   ：第6期生 700名 入学。
  - 11月5日 ：第5期生 270名 繰上卒業。
- 1945年（昭和20年）
  - 1月18日 ：第5期生 残 630名 卒業（繰上卒業）。
  - 2月5日   ：特別幹部候補生 525名 入学。
  - 3月7日   ：第7期生 550名 入学。
  - 7月18日 ：第6期生 100名 卒業（繰上卒業）。
  - 8月15日 ：終戦。全員に休暇が与えられる。
  - 8月17日 ：第6期生 残 600名・第7期生 全550名・特別幹部候補生 全525名 復員。
  - 10月　　：米軍への引き渡しが行われ、廃校。

## 施設
- 約30万坪の敷地に、約80の校舎や集会所・軍需工場（材料廠）・車庫・弾薬庫等があった。
- 朝霧高原一帯が演習場として利用され、隣接地には上井出陸軍病院が創立された。
- 1943年（昭和18年）当時、戦車は約80両、自動車類も数十両が配備されていた。

## 人事

### 歴代校長
- 玉田美郎 少将（陸士25期）：昭和16年12月1日 - 昭和19年3月14日
- 立古睦吉 大佐（陸士27期）：昭和19年3月14日 - 昭和20年8月17日（事実上）　（ ＊ 昭和19年8月1日少将）

### 生徒隊
- 中隊長：平 忠生 少佐（陸士　期）：　 年　月　日  -  1944年5月19日

## エピソード
- 1期生は150名募集のところに8,229名が応募があり、実に55倍の競争率であった。
- 少年戦車兵は若獅子、豆タンクの愛称で、空の若鷲（少年航空兵）と並び、国軍の双璧と讚えられた。
- 朝夕や演習帰りには、『少年戦車兵学校校歌』や『少年戦車兵の歌』がよく歌われたという。
- 2年を年限としたが、戦況の悪化に伴い、1年から1年半での繰上卒業が多くなっていった。また、訓練も厳しいものになり、昭和18年には生徒2名が死亡する事故が起きた。
- 5期生のうち270名は、フィリピン戦･沖縄戦に対応するために、最短となる11ヶ月での繰上卒業となった。昭和19年11月に門司港を離れたが、五島列島沖･済州島沖で雷撃を受けて空母神鷹･あきつ丸･摩耶山丸などが撃沈。多くの少年兵が、船と運命を共にしている（レイテ輸送団の悲劇、ヒ81船団の悲劇）。なお、この270名のうち、台湾の部隊に赴任した約20名を除けば、生還者は9名のみである。
- ルソン島の戦いでは、昭和20年4月17日にバギオにおいて、「戦車特攻」が行われた。2両のうち九五式軽戦車1両には少年戦車兵3名が乗車、アメリカ軍M4中戦車に突撃･自爆している（イリサン戦車特攻、戦車の頭突き）。
- 出征した少年戦車兵および教職員のうち、600余名が戦死している。

## 戦後
- 元敷地の一角には、太平洋戦争で戦死した陸軍少年戦車兵学校の教官･生徒600余名の御霊を御祭神とし、若獅子神社という名称の神社が建立されている。
- 同神社内には、慰霊塔･若獅子の塔（元･陸軍少年戦車兵学校 材料廠 跡）のほか、「帰還戦車」と呼ばれる大破した戦車第9連隊所属の九七式中戦車（チハ車）が置かれている。サイパン島から帰還したこの戦車は、サイパンの戦いで戦死した40余名の少年戦車兵への追悼の願いが込められている。
- 数多く残された校舎を住居として利用して、酪農を中心とした理想郷を創り日本再建に役立てようという構想が持ち上がった。復員した軍人、近県の開拓経験者、満蒙開拓団の人々などが入植し、現在の朝霧高原における酪農の基盤を築いた。
- 将校集会所跡や大講堂跡は現在の富士開拓農業協同組合に、学校本部跡は上井出小学校に引き継がれている。また、今の若獅子神社辺りには、当時は工術講堂･軍需工場（材料廠）が建ち並んでいた場所にあたる。隣接してあった上井出陸軍病院は、国立病院機構静岡富士病院に引き継がれた。
- その他、いくつかの校舎は解体･移築するなどして、小学校･中学校の校舎となった。そのうち、富士根北中学校に移築された校舎は、戦後30年以上（昭和57年頃まで）学舎として使われた。

## 学籍
- 1期 150名 昭和14/12/1入学 昭和16/7/31卒業（繰上卒業）
- 2期 230名 昭和15/12/1入学 昭和17/11/10卒業
- 3期 500名 昭和16/12/1入学 昭和18/11/10卒業
- 4期 600名 昭和17/12/1入学 昭和19/5/15卒業（繰上卒業）
- 5期 900名 昭和18/12/1入学 昭和19/11/5卒業（繰上卒業、270名） 昭和20/1/18卒業（繰上卒業、残り）
- 6期 700名 昭和19/6/1入学 昭和20/7/18卒業（繰上卒業、100名） 昭和20/8/17復員（残り）
- 7期 550名 昭和20/3/7入学 昭和20/8/17復員
- 特別幹部候補生 525名 昭和20/2/5入学 昭和20/8/17復員

### 著名な出身者
- 桂小金治（落語家）
- 菊池瑞穂（富士シティオグループ創業者）
- 小田英孝（NHK戦争証言アーカイブス[3]にて証言、2011年5月）

## 記録映画
- 昭和17年10月28日公開のニュース映画[4]（日本ニュース制作）において、国民学校の生徒が、少年戦車兵学校に体験入学する様子を伝えている。
  - 他に大観兵式[5]や少国民総決起大会[6]の映像の中に、少年戦車兵学校生徒の姿を見ることができる。
- 昭和18年05月20日公開のラジオ放送[7]では、授業や演習の様子を伝えている。
- 昭和18年、日本映画社から『富士に誓ふ 少年戦車兵訓練の記録』が配給された。少年戦車兵学校で学ぶ少年たちが日増しに成長していく様子を刻々と記録している。（小畑長蔵監督 陸軍機甲本部監修 林田重雄撮影）
  - 映画の中で歌われる『富士に誓ふ』は、『少年戦車兵の歌』と共に当時の子どもたちの間でよく歌われた。
  - 『富士に誓ふ 少年戦車兵訓練の記録』は、1995年には日本クラウンから、2004年にはコニービデオから再編集･販売されている。
- 少年戦車兵を扱った映画に『馬鹿が戦車でやって来る』（昭和39年 松竹）があるが、もちろん先の映画とは別物である。

## 軍歌
少年戦車兵学校校歌
歌詞不明
（相馬御風作詞・陸軍戸山学校軍楽隊作曲）
　富士に誓ふ
希望輝く東雲の/富士を誓ふて大和魂/桜の花と咲き薫り/明日は門出の鉄獅子か/不滅の勲 樹てやうぞ
弾丸のあられのその中を/戦車進めて勇ましく/百万の敵 打ち砕く/その日その時その夢に/腕は鳴るよ 血は躍る
御国背負ふはこの肩ぞ/命捧げて先がけて/大君の辺に立つものもの/高い誇りに眉あげる/我らは少年戦車兵
（大木惇夫作詞・仁木他喜雄作曲、JASRAC管理曲外）
　少年戦車兵の歌
朝に仰ぐ富士が根や/御諭いたに畏みて/誓いも堅く意気高く/文武の道に鍛えなす/我等は少年戦車兵
聖戦万里行くころ/高鳴る胸や大和魂/咲きては桜凝れば鉄/百錬の勲岩を断つ/我等は少年戦車兵
一度起てば地も動け/輝く歴史戦車魂/雄叫び吼えて難に行く/烈々の血を承け継がん/我等は少年戦車兵
天津日高く照るところ/御稜威の光拝みて/戦陣の華永遠の栄え/いざ軍神に続かなん/我等は少年戦車兵
（大木惇夫作詞・仁木他喜雄作曲、JASRAC管理曲外）